# Warton, Fylde
Warton är en ort i civil parish Bryning-with-Warton, i distriktet Fylde, Storbritannien. Den ligger i grevskapet Lancashire och riksdelen England, i den centrala delen av landet, 300 km nordväst om huvudstaden London. Warton ligger 13 meter över havet och antalet invånare är 1 833. Warton var en civil parish 1866–1934 när blev den en del av Bryning with Warton och Freckleton. Civil parish hade 585 invånare år 1931. Byn nämndes i Domedagsboken (Domesday Book) år 1086, och kallades då Wartun.
Terrängen runt Warton är mycket platt. Runt Warton är det tätbefolkat, med 286 invånare per kvadratkilometer. Närmaste större samhälle är Preston, 12,5 km öster om Warton. Trakten runt Warton består till största delen av jordbruksmark.